# Uri Davis
Uriel "Uri" Davis (hebreiska: אוריאל "אורי" דייוויס), född 1943 i Jerusalem, är en professor och aktivist som arbetar för medborgerliga rättigheter i Israel, Palestinska myndigheten och Mellanöstern.
 Uri Davis, som är av judisk härkomst, avsade sig sitt israeliska medborgarskap på 1980-talet i protest mot Israels ockupation av Västbanken och Gazaremsan och fick senare palestinskt medborgarskap.  Davis är medlem av Fatah sedan 1984 och valdes 2009 in Fatahs revolutionära råd som första icke-arab sedan Fatah bildades 1958.
 Davis har varit vice ordförande för det israeliska förbundet för mänskliga och medborgerliga rättigheter (Israeli League for Human and Civil Rights) och lektor i freds- och konfliktkunskap vid universitetet i Bradford. Davis beskriver sig själv som "en palestinsk hebré av judisk härkomst, antisionistisk samt registrerad som muslim av apartheidstaten han tidigare var medborgare i - Israel."

## Bakgrund och utbildning
Davis föddes av judiska föräldrar i Jerusalem men beskriver sig själv som en palestinsk hebré. Han läste på grundskola i Kfar Shmaryahu. Under perioden 1961-1963 gjorde han vapenfri tjänst på kibbutzen Erez. 1968 hade han läst in en fil kand i filosofi och arabiska på hebreiska universitetet i Jerusalem. 1970 tog han en magisterexamen i filosofi från samma universitet och 1973 var han klar med en Master of Arts i antropologi och 1976 hade han uppnått doktorsgrad i antropologi vid The New School for Social Research i New York.

## Karriär och liv
Davis är professor vid universitetet i Durhams institut för Mellanöstern och islamiska studier (IMEIS) och vid universitetet i Exeters institut för arabiska och islamiska studier (IAIS). Han bor numera både i den huvudsakligen arabiska staden Sakhnin i norra Israel och i den mer etniskt blandade staden Ramle i centrala Israel.

2006 träffade Davis sin fru Miyassar Abu Ali som är palestinier. De gifte sig 2008 efter att Davis hade konverterat till islam.

## Apartheidjämförelser
Davis har skrivit ett flertal böcker och artiklar i vilka han klassificerar staten Israel som en apartheidstat. Han menar att Israels politik gentemot palestinierna, inklusive palestinier som är israeliska medborgare, är jämförbar med Sydafrikas apartheidpolitik

## Aktivism
Davis är en av grundarna av rörelsen ”The Movement Against Israeli Apartheid in Palestine”, MAIAP, och rörelsen ”Al-Beit - The Association for the Defense of Human Rights in Israel” [9] och en tidigare medlem av rörelsen Executive Committee of the Council for the Advancement of Arab-British Understanding (CAABU) och ingår i redaktionen för tidskriften RETURN magazine.

## Invald i Revolutionära rådet
Fram till 2009 Davis var observatör medlem av det palestinska nationella rådet. Under 2009 lyckades Davis ta en plats i Fatahs beslutsfattande organ Revolutionära rådet. Vid valet kom han på 31:a plats av mer än 600 kandidater och tog därmed plats i rådet bestående av 128 platser.